# Blang Cot Rubek
Blang Cot Rubek is een bestuurslaag in het regentschap Aceh Barat van de provincie Atjeh, Indonesië. Blang Cot Rubek telt 144 inwoners (volkstelling 2010).